# ルート・アデリ・ド・ヴィトレ
ルート・アデリ・ド・ヴィトレ（Route Adélie de Vitré）は例年4月、フランス、ヴィトレで行われている、自転車競技、ロードレースの名称。UCIヨーロッパツアー1.1カテゴリ。1980年から1994年まで開催されていた、ツール・ダルモリク（Tour d'Armorique）を前身とするレースである。

## 歴代優勝者
| 年   | 優勝者                                                     |
| ---- | ---------------------------------------------------------- |
| 1997 | ニコラ・ジャラベール                                       |
| 1998 | ヤーン・キルシプー                                         |
| 1999 | トルシュテン・シュミット                                   |
| 2000 | ローラン・ブロシャール                                     |
| 2001 | ヤーン・キルシプー                                         |
| 2002 | マルクス・ユンクヴィスト                                   |
| 2003 | セバスティアン・ジョリ                                     |
| 2004 | アントニー・ジェラン                                       |
| 2005 | ダニエーレ・コントリーニ                                   |
| 2006 | サミュエル・デュムラン                                     |
| 2007 | レミ・ポリオル                                             |
| 2008 | ケヴィン・イスタ                                           |
| 2009 | ジェローム・コペル                                         |
| 2010 | シリル・ゴティエ                                           |
| 2011 | ルノー・ディオン                                           |
| 2012 | ロベルト・フェッラーリ                                     |
| 2013 | アレッサンドロ・マラグーティ                               |
| 2014 | ブリアン・コカール                                         |
| 2015 | ロマン・フェイユ                                           |
| 2016 | ブリアン・コカール                                         |
| 2017 | ローラン・ピション                                         |
| 2018 | シルヴァン・ディリエ                                       |
| 2019 | マルク・サロー                                             |
| 2020 | 新型コロナウイルス感染症の世界的流行 (2019年-)により未開催 |
| 2021 | アルフィト・デクレイン                                     |
| 2022 | アクセル・ジングレ                                         |
| 2023 | フレドリク・ドゥヴァーシュネス                             |
| 2024 | イエンセ・ビエルマンス                                     |
| 2025 | スティアン・フレッドハイム                                 |